# 恰帕斯马德雷山脉

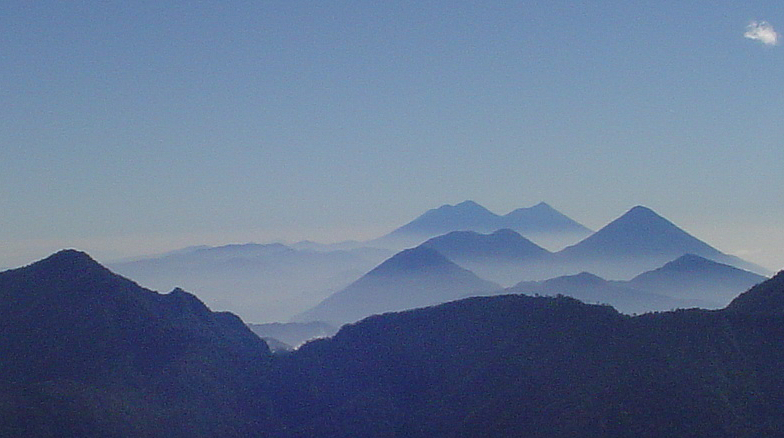

恰帕斯馬德雷山脈（西班牙語：Sierra Madre de Chiapas）是中美洲的山脈，貫穿墨西哥、危地馬拉、薩爾瓦多和洪都拉斯，最高點是海拔高度4,220米的塔胡木耳科火山。恰帕斯馬德雷山脈是美洲科迪勒拉山系的一部分，这是一个山脉链，由几乎连续的山脉序列组成，这些山脉形成了北美、中美和南美洲西部的“骨干”。

## 名称
恰帕斯馬德雷山脈（西班牙語：Sierra Madre de Chiapas）的意思是“恰帕斯母亲山脉”。

## 地理
该山脉从墨西哥恰帕斯州由西北向东南延伸，穿过危地马拉西部，进入萨尔瓦多和洪都拉斯。危地马拉的大部分火山是中美洲火山弧的一部分，都在该范围内。
在该山脉与太平洋之间，也就是山脉以南，有一个狭窄的沿海平原。北部是一系列高地和洼地，包括将山脉从恰帕斯高原、危地马拉高原和洪都拉斯内陆高地分开的恰帕斯洼地。
该范围形成了太平洋和大西洋河流系统之间的主要分水岭。在太平洋一侧，到大海的距离很短，溪流虽然非常多，但既小又急。太平洋斜坡的一些溪流在危地马拉高地升起，并在深沟底部的马德雷山脉中强行穿过。在东侧，大西洋斜坡上的一些河流达到了相当大的水量和规模。
恰帕斯馬德雷山脈潮湿森林生态区覆盖了山脉的南坡。山脉拦截来自太平洋的风，产生雾、云和地形降水，维持生态区的云雾森林。中美洲松橡树林生态区覆盖了山脉的高峰和北坡。